# Hipólito Ruiz López
Hipólito Ruiz López (Belorado, 1754 – Madrid, 1816) è stato un botanico spagnolo.